# Milan Blagojević
Milan Blagojević (srbsko Милан Благојевић), srbski španski borec, komunist, prvoborec, partizan in narodni heroj Jugoslavije, * 14. oktober 1905, vas Natalinci, Kraljevina Srbija (danes Srbija), † 20. oktober 1941, Užiška Požega, Srbija.